# Ali Assadalla
Ali Assadalla (tiếng Ả Rập: علي أسد الله; sinh ngày 19 tháng 1 năm 1993), còn được gọi là Ali Asad, là một cầu thủ bóng đá chuyên nghiệp người Qatar hiện thi đấu ở vị trí tiền vệ cho câu lạc bộ Al Sadd và đội tuyển quốc gia Qatar.

### Bàn thắng quốc tế
Bàn thắng và kết quả của Qatar được để trước.
| 1.                                | 4 tháng 1 năm 2014   | Sân vận động Abdullah bin Khalifa, Doha, Qatar           | Kuwait     | 3–0  | 3–0  | WAFF Championship 2014        |
| 2.                                | 23 tháng 11 năm 2014 | Sân vận động Quốc tế Nhà vua Fahd, Riyadh, Ả Rập Xê Út   | Oman       | 2–1  | 3–1  | Gulf Cup of Nations 2014      |
| 3.                                | 23 tháng 11 năm 2014 | Sân vận động Quốc tế Nhà vua Fahd, Riyadh, Ả Rập Xê Út   | Oman       | 3–1  | 3–1  | Gulf Cup of Nations 2014      |
| 4.                                | 26 tháng 3 năm 2015  | Sân vận động Abdullah bin Khalifa, Doha, Qatar           | Algérie    | 1–0  | 1–0  | Giao hữu                      |
| 5.                                | 3 tháng 9 năm 2015   | Sân vận động Jassim Bin Hamad, Doha, Qatar               | Bhutan     | 3–0  | 15–0 | Vòng loại FIFA World Cup 2018 |
| 6.                                | 3 tháng 9 năm 2015   | Sân vận động Jassim Bin Hamad, Doha, Qatar               | Bhutan     | 8–0  | 15–0 | Vòng loại FIFA World Cup 2018 |
| 7.                                | 3 tháng 9 năm 2015   | Sân vận động Jassim Bin Hamad, Doha, Qatar               | Bhutan     | 12–0 | 15–0 | Vòng loại FIFA World Cup 2018 |
| 8.                                | 13 tháng 11 năm 2015 | Sân vận động Abdullah bin Khalifa, Doha, Qatar           | Thổ Nhĩ Kỳ | 1–0  | 1–2  | Giao hữu                      |
| 9.                                | 8 tháng 8 năm 2016   | Sân vận động Jassim Bin Hamad, Doha, Qatar               | Iraq       | 2–0  | 2–1  | Giao hữu                      |
| 10.                               | 9 tháng 3 năm 2017   | Sân vận động Jassim Bin Hamad, Doha, Qatar               | Azerbaijan | 1–1  | 1–2  | Giao hữu                      |
| 11.                               | 16 tháng 8 năm 2017  | Trung tâm bóng đá quốc gia St George's Park, Burton, Anh | Andorra    | 1–0  | 1–0  | Giao hữu                      |
| 12.                               | 31 tháng 8 năm 2017  | Sân vận động Hang Jebat, Malacca, Malaysia               | Syria      | 1–1  | 1–3  | Vòng loại FIFA World Cup 2018 |
| Cập nhật ngày 31 tháng 8 năm 2017 |                      |                                                          |            |      |      |                               |